# Beka’ot
Beka’ot (hebr.: בקעות) – moszaw położony w samorządzie regionu Bika’at ha-Jarden, w Dystrykcie Judei i Samarii, w Izraelu.
Leży w Dolinie Jordanu, na północ od miasta Jerycho.

## Historia
Osada została założona w 1972 przez żydowskich osadników.

## Gospodarka
Gospodarka moszawu opiera się na intensywnym rolnictwie.